# Comité Olímpico Nacional do Botsuana
O Comité Olímpico Nacional do Botsuana (BNOC) é o Comité Olímpico Nacional que representa o Botsuana. É também o organismo responsável pela participação do país nos Jogos da Commonwealth.
O BNOC facilitou as participações do Botsuana em Olimpíadas de Verão desde 1980, com o país a não falhar qualquer edição desde esse ano. A sua melhor participação foi em Londres 2012, com a medalha de prata de Nijel Amos (a única do país até agora).
Nos Jogos Olímpicos da Juventude, o Botsuana não ganhou qualquer medalha na primeira edição, mas em Nanquim 2014 os seus atletas ganharam duas medalhas de prata, naquela que é a quarta melhor prestação de um país africano nos Jogos.
O BNOC esteve por trás da candidatura bem-sucedida do Botsuana a acolher os segundos Jogos Africanos da Juventude, entre 22 e 31 de Maio de 2014. O BNOC destacou alguns membros da sua equipa técnica, como o director-executivo Tuelo Serufho, ao Comité dos Segundos Jogos Africanos da Juventude, Gaborone 2014.